# Perasia bigutta
Perasia bigutta là một loài bướm đêm trong họ Noctuidae.